# Schulmania japonica
Schulmania japonica is een microscopische parasiet uit de familie Sinuolineidae. Schulmania japonica werd in 2002 beschreven door Aseeva. 